# Néstor Barron

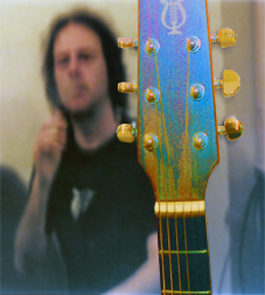
Néstor Barron (foto de 2007)

Néstor Barron (Ciudad de Buenos Aires, 29 de enero de 1961) es un escritor, guionista de cómics, poeta y músico argentino.

## Biografía
Comenzó su actividad artística muy tempranamente, con sus primeros conciertos de guitarra clásica a los 12 años de edad. Luego inclinó su rumbo musical hacia el rock y la música popular, formando parte a los 16 años del grupo MIA (Músicos Independientes Asociados), donde tocaban entre otros Lito Vitale, Liliana Vitale, Verónica Condomí y Alberto Muñoz. Paralelamente, comenzó a escribir.
Entre sus trabajos musicales, se puede citar el álbum El regreso de las Bestias Domésticas, grabado en 1995 en los estudios de Litto Nebbia, célebre referente del rock argentino.
Su primer libro publicado se tituló Eromancia (Ediciones Oliverio, Buenos Aires).
También desarrolló una amplia carrera como guionista de historietas, llegando a escribir historias de los personajes más famosos de la Argentina como Nippur de Lagash, Pepe Sánchez o Dago. Aún hoy continúa escribiendo historietas y cómics para los mercados de Italia, Francia, Bélgica y Suiza. Malouines: Le ciel appartient aux faucons, su último libro de historietas, fue publicado por Éditions Paquet, Suiza. La obra consta de cuatro tomos, de los cuales hasta el momento se publicaron tres: "Skyhawk" (2010), "Pucará" (2012) y "Super Étendard" (2013).
Escribió asimismo numerosos guiones para la televisión argentina, como la serie de Sebastián Borensztein La condena de Gabriel Doyle (1998). En Italia ha realizado documentales sobre San Francisco de Asís, San Pedro, así como Los misterios de Siena y Roma, la Ciudad Eterna.
En los últimos años, Barron ha vuelto a centrar su labor en la poesía y la narrativa. En noviembre de 2007 se publicó su novela Váyanse todos a la mierda, dijo Clint Eastwood (Ediciones Continente, Buenos Aires, Argentina), y en marzo de 2008 su libro de poemas Las Otras (Historias del misógino que amaba a todas las mujeres). Su Antología de la Poesía Mapuche Contemporánea fue prologada por Osvaldo Bayer.
En 2010 se publicó Ética del Soldado, uno de cuyos poemas ya había sido elegido para integrar la selección internacional del «3e Festival de la Poésie à Paris» ("Tercer festival de Poesía en París", 26 de septiembre a 3 de octubre de 2009), dirigido por Yvan Tetelbom, el creador de Pòetes à Paris.
Sobre la poesía de Barron, el poeta francés Guy Allix escribió:

"'Nacer ya es llegar tarde', nos dice Néstor en una desesperación llevada con altura de hombre plenamente asumido. Hay en esta poesía algo radical y rugoso que, más allá de las angustias de una época, se zambulle en nuestras profundidades más secretas y más terribles y pareciera encontrar allí, paradójicamente, un antídoto al dolor de vivir, como una energía indomable. Esto muestra un camino sin complacencia, un camino de verdadero coraje en estos tiempos de dimisión generalizada."
Guy Allix hablando sobre Néstor Barron.

Un nuevo libro de poesía, Canciones irlandesas, se publicó en agosto de 2013, y tiene prólogo de Liam Clancy, una leyenda de la música irlandesa. En octubre de 2015, luego de más de tres años de demora, se publicó finalmente su novela Jazz, un eslabón fundamental en la saga que el autor desarrolla de manera paralela en su narrativa y su poesía.
Diversos trabajos suyos -poesía, narrativa, cómic- han sido traducidos al francés, italiano, portugués, inglés y ruso.

## Principales obras editadas
- Jazz... o La gran novela psicótica argentina (Ediciones Continente, 2015). ISBN  978-950-754-528-3
- Canciones irlandesas (Ediciones Continente, 2013). ISBN 978-950-754-400-2
- Ética del Soldado (2010). ISBN 978-950-754-293-0  - Versión en français: Éthique du Soldat
- Las Otras (Historias del misógino que amaba a todas las mujeres) (2008). ISBN 978-950-754-256-5
- Kallfv Mapu, Tierra Azul (Antología de la Poesía Mapuche Contemporánea) (enlace roto disponible en Internet Archive; véase el historial, la primera versión y la última). (2008). ISBN 978-950-754-255-8
- Váyanse todos a la mierda, dijo Clint Eastwood (2007). ISBN 978-950-754-235-0
- Cuentos de MerlínCuentos de Merlín] (2007). ISBN 978-950-754-227-5
- Cuentos de Humor Negro (2007). ISBN 978-950-754-238-1
- Cuentos de duendes de la Patagonia (2006). ISBN 978-950-754-211-4
- El Mágico Mundo de los Vampiros (2006). ISBN 950-754-133-0
- Cuentos de fantasmas (2005). ISBN 950-754-136-5.[6]